# Blue Skies (Lied)
Blue Skies ist ein Jazzstandard, der im Jahr 1926 von Irving Berlin komponiert und 1927 von Ben Selvins interpretiert wurde.

## Entstehungsgeschichte
Blue Skies stammt im Original von Vaudeville-Star Belle Baker (Bella Becker). Sie war nicht zufrieden mit dem Titel This Funny World, den das berühmte Autoren-Team Richard Rodgers und Lorenz Hart als Solonummer für sie in der Ziegfeld-Produktion Betsy geplant hatten. Ohne Rodgers/Hart zu kontaktieren, wurde der mit Baker befreundete Erfolgskomponist und Musikverleger Irving Berlin von Baker gefragt, ob er einen Titel als Solo für Betsy überlassen könnte. Es handelte sich um Blue Skies, den er spontan abends zuhause bei Belle Baker am 16. Dezember 1926 verfasste.

## Aufbau des Songs
Der 32-taktige Song ist in der Liedform AABA aufgebaut. Das Lied spielt mit der Doppeldeutigkeit vom englischen Wort Blue: „Blue days“ sind einerseits „traurige Tage“, andererseits ist der „blue sky“ der strahlend-blaue Himmel – auch musikalisch. „Der A-Teil beginnt in einem verhangenen e-Moll mit Line Cliché und öffnet sich in der Mitte zum G-Dur: Der blaue Himmel bricht sich Bahn.“ Während sich die Melodie des A-Teils „träge auf 14 Töne in 8 Takten beschränkt, scheint sich das Tempo im B-Teil zu verdoppeln. 36 Silben in Achtelläufen phrasiert, suggieren den Einbruch jazziger Unbeschwertheit: Frisch verliebt scheint da einer pfeifend durch die Straßen zu schlendern.“
Produzent Florenz Ziegfeld interpolierte den Titel in das von Rodgers/Hart stammende Gesamtwerk von Betsy. Die eigentlichen Betsy-Autoren waren sehr erbost über den in ihr Gesamtwerk eingearbeiteten Titel. Bereits 12 Tage nach seiner Komposition wurde Blue Skies bei der Eröffnungsshow von Betsy in New Yorks New Amsterdam Theater am 28. Dezember 1926 zum herausragenden Song der Aufführung, denn am Abend wurden 24 Zugaben vom Publikum verlangt.
Das Copyright wurde am 14. Januar 1927 in Irving Berlins eigenem Musikverlag veröffentlicht. Belle Baker hat den Song nur bei den lediglich 39 Aufführungen von Betsy gesungen, bei der letzten Aufführung kam Irving Berlin aus dem Publikum hinzu; das Musical selbst jedoch war kein Erfolg. Baker hat den Titel nicht auf Platte aufgenommen.
Al Jolson sang den Song als einen von insgesamt neun Stücken in einem der ersten Tonfilme, The Jazz-Singer, der am 6. Oktober 1927 Premiere hatte.

## Coverversionen

Paul Whiteman & Orchestra – Blue Skies (1939)

Mel Powell & Orchestra – Blue Skies (1942)

Im Jahr 1927 folgten Plattenaufnahmen, und zwar gleich sieben Versionen, darunter auch die von Ben Selvin und seinem Orchester, das hier unter dem Pseudonym Knickerbockers tätig war. Selvins Einspielung entstand am 15. Januar 1927 und erreichte nach Veröffentlichung im April 1927 den ersten Rang der Hitparade, auf dem sie für 2 Wochen blieb. Diese Version mit Sänger Charles Kaley blieb die erfolgreichste Version des Titels.
Weitere amerikanische Coverversionen 1927
- George Olsen and His Music (1927, #2)
- Vincent Lopez and His Orchestra (Sänger Frank Munn, 1927, #9)
- Johnny Marvin und Ed Smalle (1927, #9)
- Harry Richman (1927, #13)
- Vaughn De Leath (1927, Gesang, #15)

Auch diese Versionen kamen in die amerikanischen Charts. Im August 1927 spielte in Berlin Sänger Al Bowlly mit Pianist Edgar Adeler die erste europäische Aufnahme des Songs ein. In Europa wurde das Lied 1927 auch von Josephine Baker und Fritz Kreisler aufgeführt.
In Berlin dichtete das Autorengespann Fritz Rotter und Otto Stransky einen deutschen Text auf Berlins Melodie, die im Verlag Alberti, Berlin, veröffentlicht wurde. Der aus dem polnischen Bromberg gebürtige Tenor Sergei Abranowicz sang das Lied mit dem Titel „Eine hat mich geküßt“ im April 1928, begleitet von Paul Godwin und seinem Jazzorchester, für die „Grammophon“. Unter diesem Titel nahm auch Fred Bird mit seiner „Salon Symphonie Jazzband“ das Lied bei Homocord auf.
Instrumental spielten es auch die Orchester von Dajos Béla und Marek Weber ein, letzterer in einer Bearbeitung, die Friedrich Hollaender besorgt hatte.
Am 4. April 1939 nahm in den USA Paul Whiteman mit seinem Orchester eine Version auf, im Februar 1942 entstand eine Fassung von Mel Powell & His Orchestra; beide verfehlten die Hitparade. Weitere Coverversionen entstanden durch Moon Mullican (1939), Slim Gaillard (1940–1942) und das Orchester Tommy Dorsey (mit Frank Sinatra) (1941). Benny Goodman gelangte mit seiner am 14. Mai 1945 entstandenen Version bis auf Platz 9 der amerikanischen Charts, Count Basie mit seiner Aufnahme vom 9. Oktober 1945 nach Veröffentlichung im September 1946 bis auf Rang 8.
Am 16. Oktober 1946 kam ein Musicalfilm mit Bing Crosby/Fred Astaire gleichen Titels in die US-Kinos, der den Song ebenfalls enthielt (deutscher Filmtitel: Blau ist der Himmel).
Willie Nelson nahm den Titel am 12. Dezember 1977 unter Produktionsregie von Booker T. Jones auf und gelangte hiermit nach Veröffentlichung im Juni 1978 für eine Woche auf Rang eins der Country-Charts. 2022 waren insgesamt 514 Versionen von Blue Skies inventarisiert. Der Pianist Kris Bowers erhielt für seine Version, die im Soundtrack der Don Shirley Filmbiografie Green Book – Eine besondere Freundschaft Verwendung fand, eine Grammy-Nominierung in der Kategorie Bestes Instrumental- oder A-cappella-Arrangement.
2024 wurde eine Cover-Version von Lana Del Rey produziert von Jack Antonoff für den Soundtrack der Fernsehserie The New Look veröffentlicht. Das Lied wurde für die dritte Episode der ersten Staffel verwendet.

## Erfolg als Jazzstandard
Spätestens seit den frühen 1940er Jahren war der Song im Repertoire der Jazzbands sehr verbreitet: Neben den Aufnahmen von Goodman, Basie, Dorsey und Slim Gaillard sind die Fassungen von Ella Fitzgerald (1958), Harry James, Duke Ellington oder Louis Armstrong zu nennen. 1952 veränderten Dizzy Gillespie und Joe Carroll den naiven Text. Doch dauerte es „bis in die achtziger Jahre, ehe souveräne Neudeutungen des Songs zu hören waren. Stan Getz spielte ihn 1982 als schwebende Midtempo-Ballade, Cassandra Wilson sang ihn 1988 so düster, als bestünde er nur aus Blues und Verzweiflung in Moll.“ Robert Glasper schuf auf seinem Album Mood (2004) eine äußerst virtuose Instrumentalfassung des Stücks.

## Trivia
Das Lied gab dem Roman Blue Skies (2023) von T. C. Boyle seinen Titel und zugleich sein Motto. 

## Filmografie
- 1927: Der Jazzsänger (The Jazz Singer)
- 1938: Alexander’s Ragtime Band
- 1946: Blau ist der Himmel (Blue Skies)
- 1954: Weiße Weihnachten (White Christmas)
- 1994: Glengarry Glen Ross (With Honors)
- 1994: Ein genialer Freak
- 1998: Patch Adams
- 2002: Star Trek: Nemesis (Star Trek Nemesis)
- 2004: Aviator (The Aviator)
- 2006: Hollywoodland
- 2006: Der gute Hirte (The Good Shepherd)
- 2008: Harold & Kumar 2 – Flucht aus Guantanamo (Harold & Kumar Escape from Guantanamo Bay)
- 2009: Kommissar LaBréa, Folge: Tod an der Bastille (TV-Serie)
- 2019: This Is Us – Das ist Leben
- 2020: Star Trek: Picard, Folge: Gedenken (TV-Serie)
- 2024: Masters of the Air: Episode 2